# دختر تانکی
تنک گرل یا دختر تانکی (به انگلیسی: Tank Girl) با نام اصلی ربکا باک، یک کتاب کمیک بریتانیایی و عنوان شخصیت اصلی این مجموعه است که توسط نویسنده آلن مارتین و طراح جیمی هیولت ساخته شده‌است. او برای نخستین بار در شمارهٔ ۱ از ددلاین مگزین (سپتامبر ۱۹۸۸) حضور پیدا کرد. شخصیت نام‌بخش دختر تانکی یک قانون‌شکن استرالیایی و راننده یک تانک است که همچنین خانهٔ او نیز محسوب می‌شود. این مجموعه کمیک بریتانیایی حول محور حوادث ناگوار دختر تانکی با دوست پسرش بوگا، یک کانگورو جهش‌یافته می‌گردد. سبک این کمیک به شدت تحت تأثیر خرده‌فرهنگ پانک قرار دارد، و پی‌نماها اغلب به شکلی عمیق با نظریه آشوب، بی‌دولتی، پوچ‌انگاری و سایکدلیک در ارتباط است. ویژگی‌های پی‌نما شامل عناصر مختلف با ریشه در تکنیک‌های فراواقع‌گرایی، طرفدارنامه، تکه‌چسبانی، جریان سیال ذهن، و فراداستان است.

## تاریخچه
دختر تانکی در ابتدا به عنوان یک راننده تانک و سرباز برای یک سازمان دوجانبه کار می‌کرد. هنگامی که سازمان به دختر تانکی مأموریت ارسال یک بسته سیستم کولوستومی به رئیس جمهور را می‌دهد (او مشکل روده داشت)، او از تانک به منظور منافع شخصی استفاده کرد و از تحویل بسته در زمان مشخص بازماند.
پس از این اتفاق، دختر تانکی سازمان را ترک کرد و تبدیل به یک جنگل‌نشین دوره مدرن گشت، در تانکش زندکی می‌کرد و از آن به نفع خود در ماجراجویی‌های فراواقع‌گرایی استفاده می‌کرد. او تمام تلاش خود را برای نجات جهان در آخرالزمان ۲۰۰۰ انجام داد، اما در این بین بیشتر به کشتار افراد مسئول پرداخت.

## در رسانه‌ها
در سال ۱۹۹۵، فیلمی سینمایی به همین نام و به کارگردانی راشل تالالی و بازی لوری پتی در نقش اصلی، دستمایه اقتباس سینمایی قرار گرفت. فیلم با انتقادهای شدید و فروش گیشه ناموفق همراه بود و با بودجه‌ای بالغ بر ۲۵ میلیون دلار تنها ۶ میلیون دلار فروش کرد.